# Tighanimine
Tighanimine (în arabă تغانمين) este o comună din provincia Batna, Algeria.
Populația comunei este de 6.800 locuitori (2008).